# FFV 30 mm akankapsel

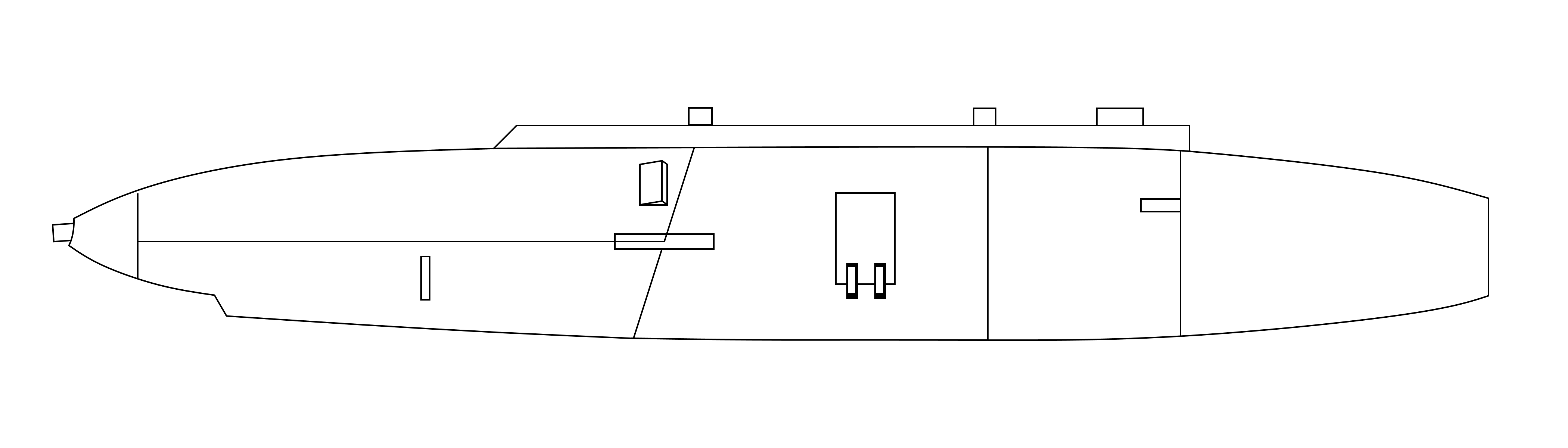
30 mm akankapsel ritning

FFV 30 mm akankapsel (engelska: FFV 30 mm ADEN gun pod) eller Matra SA-10 var en flygburen vapenkapsel bärandes en 30 mm ADEN automatkanon (svensk beteckning: 30 mm akan m/55), designad av Franska vapenfirman S. A. Engins Matra på uppdrag av Kungliga Flygförvaltningen för användning på de svenska stridsflygplanen Flygplan 37 Viggen och SK 60. Kapseln serietillverkades av Förenade Fabriksverken (FFV) mellan 1970 och 1974, vartefter den kom att bli en del av deras sortiment under namnet FFV 30 mm akankapsel. Matra kallade kapseln istället SA-10.
Kapseln skulle användas på låg höjd under 3 000 meter mot helikoptrar, transportflygplan, sjömål och markmål. Automatkanonerna togs från utrangerade J 32 och J 34.

## Historia
Kapseln utvecklades av den Franska firman S. A. Engins Matra i Paris på uppdrag av Kungliga Flygförvaltningen mellan 1965 och 1967. Kapseln var beställd för svenskt bruk som förstärkningsbeväpning på det då pågående Saab 37 projektet och den planerade lätta attackvarianten av Saab 105.

### Projektering
Framtagningen av 30 mm akankapsel var ett resultat av att man under utvecklingen av Saab 37 ansåg att fast kanonbeväpning på jaktflygplan var ett förlegat koncept som helt ersatts av robotar. De flygplanskanoner som fanns i det svenska flygvapnet vid denna tidpunkt var gamla 30 mm automatkanon m/55 som hade undermålig ballistik för framtidens kurvstrider. Detta gjorde att man inte konstruerade Viggen för att bära en intern automatkanon. För sent in i Viggens konstruktionsarbete för att implementera en ordentlig intern automatkanon visade det sig dock att detta var ett stort misstag, då luftstrider i bland annat Vietnamkriget gjort det tydligt att robotar ännu var otillräckligt pålitliga för att täcka upp för kanonbeväpning, speciellt när det gäller attackuppdrag, flygunderstöd och självförsvar. Från 1965 ansåg USA nödvändigheten i flygburna kanoner och började förse F-4 Phantom II jaktplan med rudimentära automatkanonkapslar för att kontra detta och påbörjade utvecklingen av F-4E med inbyggd kanon. Sverige bestämde sig då att komplettera attackvarianten av Viggen, AJ 37, samt SK 60, med externa automatkanonkapslar.

### Val av vapen
För utveckling av kapseln anlitade Kungliga Flygförvaltningen den franska firman S. A. Engins Matra i Paris som hade tidigare erfarenhet med vapenkapslar. Det vapen man valde för kapseln blev den tidigare nämnda 30 mm automatkanon m/55 (30 mm akan m/55), eftersom denna fanns i överflöd från skrotade J 34 Hawker Hunter och snart även J 32B Lansen. De mål man primärt förväntade sig att kapseln skulle användas mot var oskyddad trupp, helikoptrar, transportflyg, uppställda flygplan, lätta sjömål, samt andra fordon och materiel på marken. 30 mm akan m/55 passade perfekt för detta då den hade en effektiv pansarprojektil och mingranat. Pansarprojektilen kunde slå igenom lite över 1 cm av pansarplåt med 30 graders sluttning från över 2000 meters avstånd och mingranaten höll 52,5 gram hexotonal (en blandning av trotyl, hexogen och aluminium) vilket gjorde stora hål i oskyddade mål.
För övningsändamål skulle 30 mm akan kunna bytas ut mot en 12,7 mm akan m/39, ett vapen som från början satt i svenska flygplan från andra världskriget, vilka fanns i överflöd och återbrukades som övningsvapen på flygplan beväpnade med 20 mm akan m/47 och 30 mm akan m/55 på grund av dess betydligt billigare ammunition.

### Tillverkning och bruk
Prototyper till kapseln tillverkades i Frankrike mellan 1965 och 1967 och provsköts vid det franska flygvapnets provskjutningsplats strax bortom flygplatsen Orly. Tester gjordes både på marken och i luften från franska flygplan, bland annat flygplanet Mirage III. Efter provskjutningarna påbörjades licenstillverkning vid Förenade Fabriksverken (FFV) vilket kom att pågå fram till 1974. I augusti 1970 levererades 120 stycken kapslar till flygvapnets förfogande med ett okänt mindre antal kapslar vid ett senare tillfälle.
FFV 30 mm akankapsel kom att se tjänst som lastalternativ på stridsflygplanen AJ 37, AJS 37 och AJSH 37, samt de lätta attackflygplanen SK 60B och SK 60C. Kapseln kom även att exporteras till Österrike för användning på deras J 105Ö. Kapseln var även ett vanligt alternativt på alla olika exportversioner av Saabs flygplan Saab 105.
När försvarsbeslutet 2000 gick i gång så påbörjade man avveckling av 30 mm akankapsel och det sista Svenska flygplanet att använda den var AJSH 37 som togs ur bruk 2005.

## Utformning

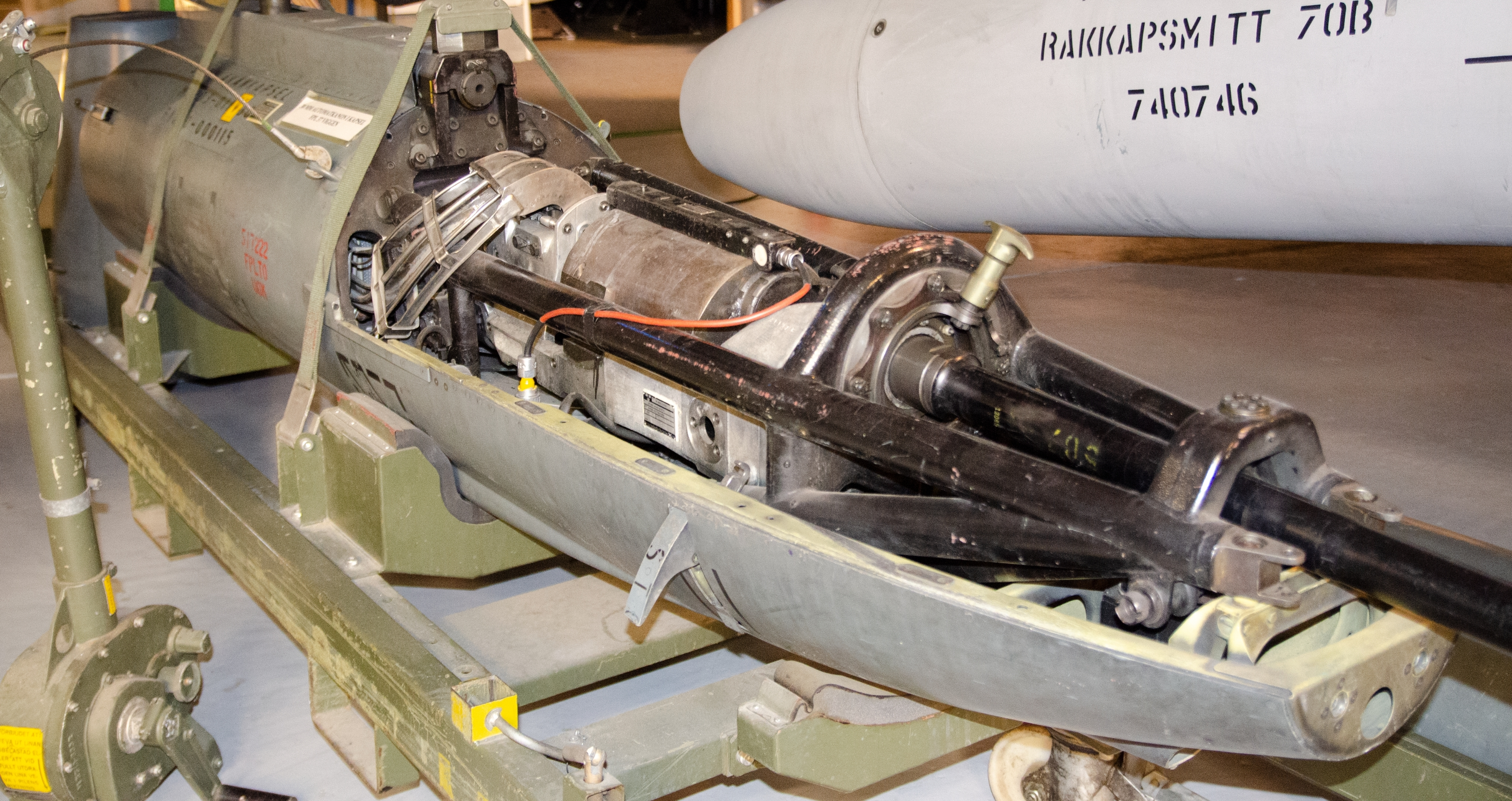
Öppen 30 mm akankapsel

30 mm akankapsel var mycket lång jämfört med själva kanonen. Detta berodde på att man bakom vapnet monterat kapselns magasin och tomhylsmagasin.
Själva kanonen kunde vinklas framåt och bakåt för att passa attackvinkeln för jakt eller attackuppdrag.

## Varianter
- 30 mm akankapsel – stridsvariant beväpnad med en 30 mm automatkanon m/55 och 150 patroner. Ammunitionstyper: Mingranat; Pansarprojektil, Övningsprojektil

- 12,7 mm akankapsel – övningsvariant beväpnad med en 12,7 mm automatkanon m/39 och 100 patroner. Ammunitionstyper: Spårljusprojektil och Övningsprojektil

## Galleri

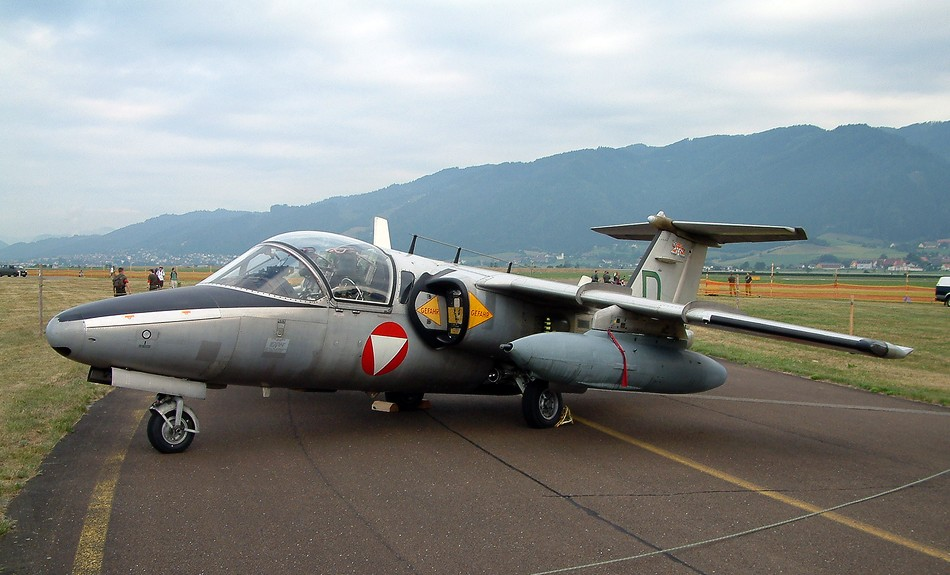
FFV 30 mm akankapsel under en österrikisk Saab 105
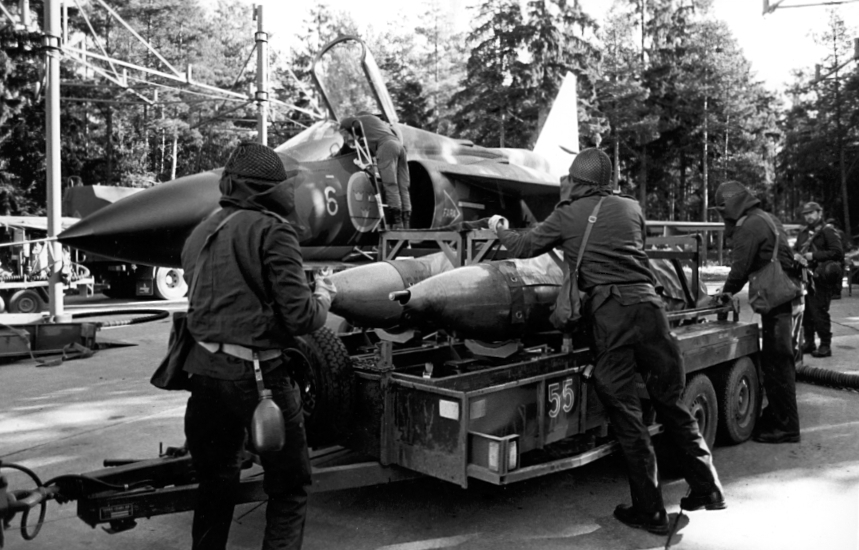
Två 30 mm akankapslar som ska monteras på en AJ 37 Viggen
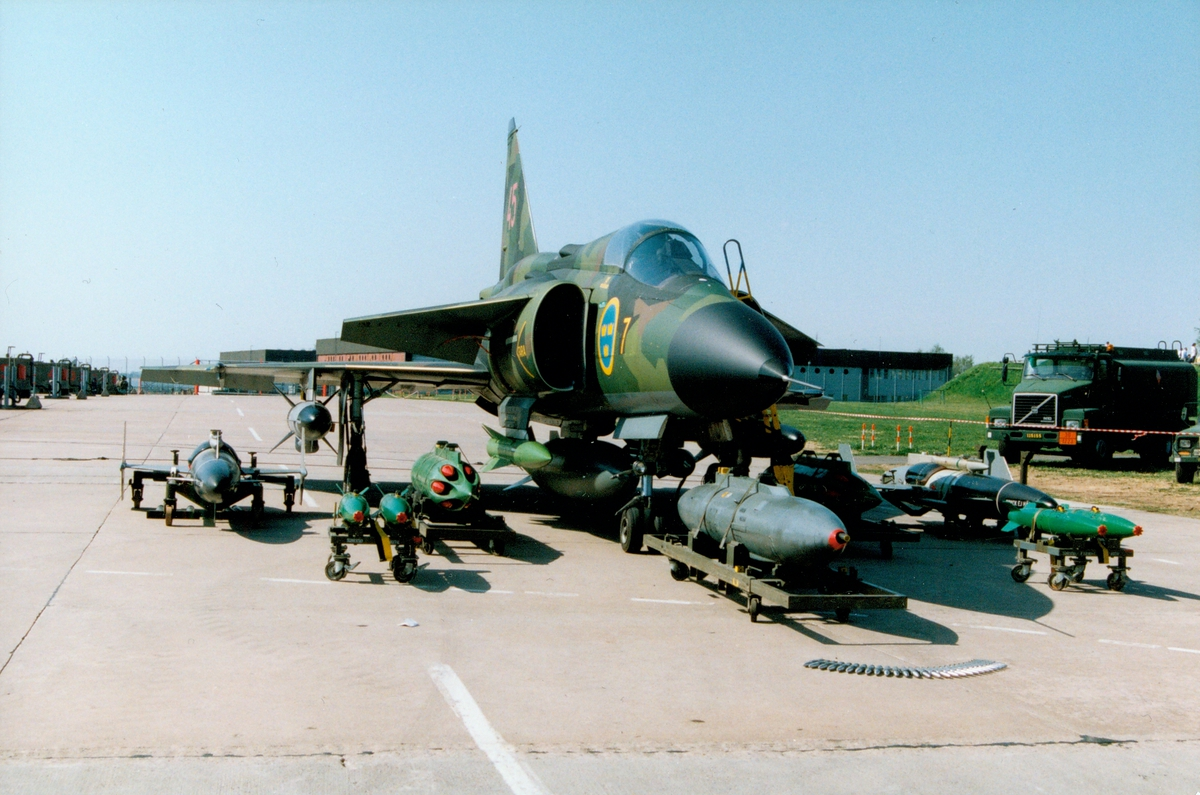
FFV 30 mm akankapsel som beväpningsalternativ på AJ 37 Viggen vid Såtenäs. 30 mm akankapsel framom mittbalksläget, där en fälltank är hängd.
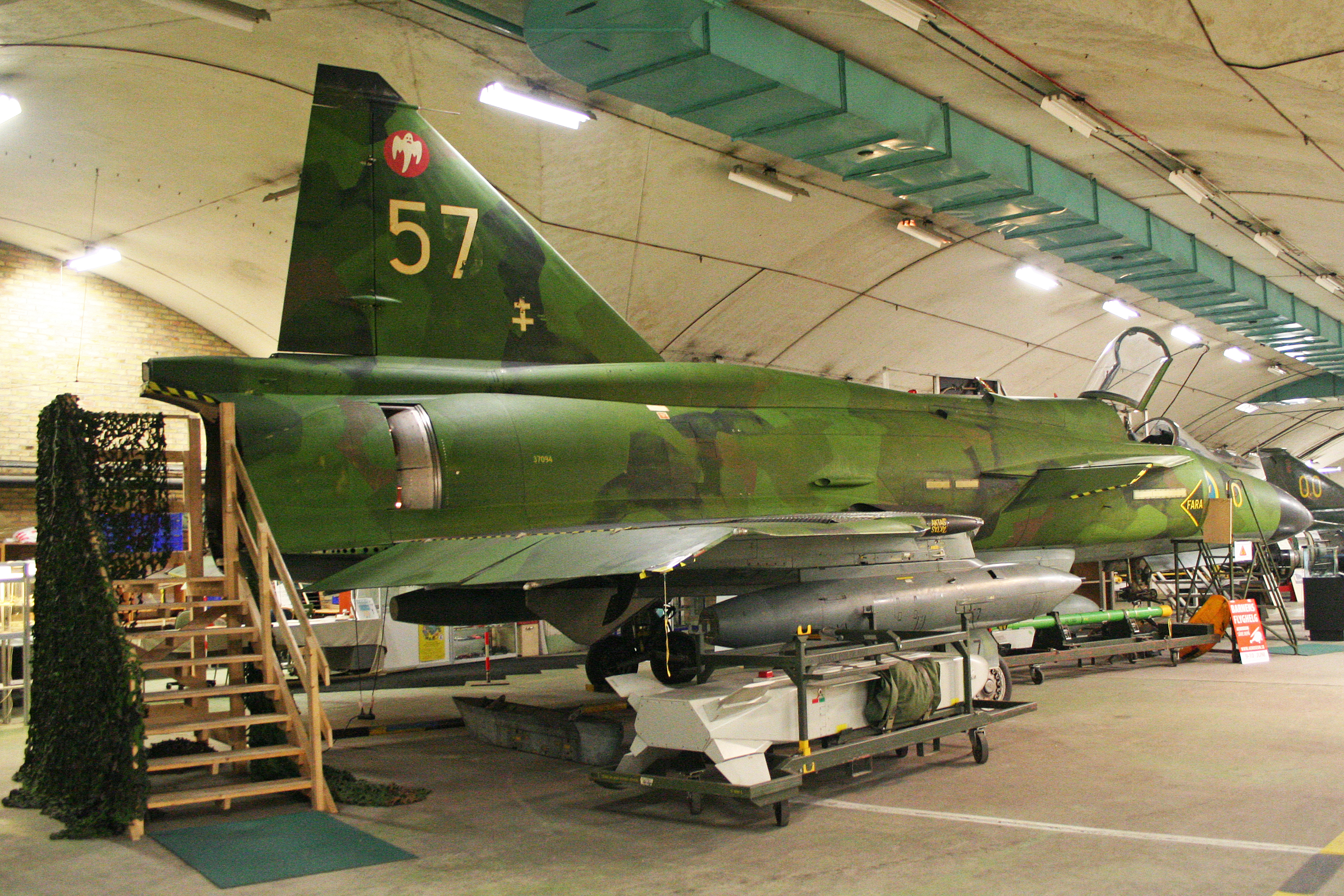
30 mm akankapsel under vingen på en AJ 37 Viggen

## Bärare
- Saab 37 Viggen
- Saab 105

### Tryckta verk
- Edlund, Ulf; Kampf, Hans (2009). System 37 Viggen. Lund: Svensk Flyghistorisk Förening, ISSN 0345-3413
- Speciell förarinstruktion (SFI) för flygplan (FPL) AJS 37, del 1